# 尹楚琳
尹楚琳（1911年—1989年），字之正，湖南酃县（今炎陵县）人，中华民国政治、军事人物。
黄埔军校第八期学生。曾任国民革命军排连营长、教官、炮兵指挥官、干训班副主任、警备部副指挥官。1949年，尹楚琳任国民革命军第五十三军少将参谋长。不久，尹楚琳去往台湾。1959年，尹楚琳以上校官階奉准退役。1961年当选第五届澎湖县议员，1964年当选第六届澎湖县议员。
台湾女演员尹宝莲为其女儿。